# Tout l’univers

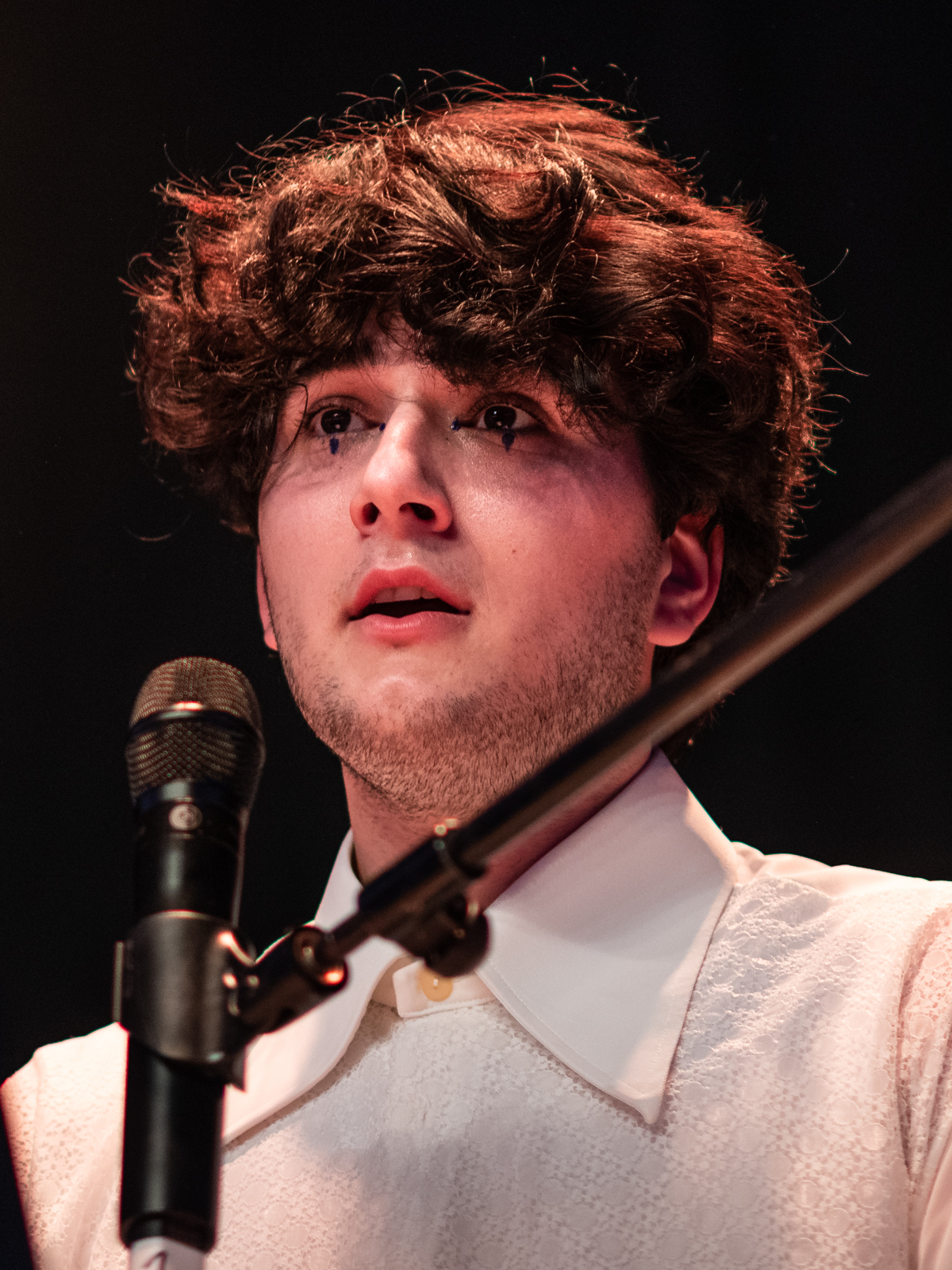
Gjon’s Tears live (2022)

Tout l’univers (französisch für Das ganze Universum) ist ein französischsprachiger Popsong, der vom Schweizer Sänger Gjon’s Tears interpretiert wird. Mit dem Titel hat er die Schweiz beim Eurovision Song Contest 2021 in Rotterdam vertreten.

## Hintergrund und Produktion
Gjon’s Tears war 2020 von der SRG SSR intern ausgewählt worden, um die Schweiz beim Eurovision Song Contest 2020 zu vertreten. Sein Lied Répondez-moi wurde am 4. März 2020 vorgestellt. Nach der Absage des ESC 2020 aufgrund der Corona-Pandemie wurde am 20. März 2020 bekannt gegeben, dass Gjon’s Tears die Schweiz stattdessen beim Eurovision Song Contest 2021 vertreten wird.
Tout l’univers wurde am 10. März 2021 veröffentlicht. Gjon’s Tears schrieb das Lied gemeinsam mit Nina Sampermans, Wouter Hardy und Xavier Michel. In einem Interview erklärte Gjon’s Tears, dass das Lied ursprünglich in einer englischen Version den Titel „Ground Zero“ hatte, die Jury jedoch die französische Version bevorzugte.

## Musik und Text
Das Lied ist komplett auf Französisch geschrieben und war somit der erste komplett französische Beitrag der Schweiz beim Eurovision Song Contest seit 2010.
In einem Interview erläuterte der Sänger, dass das Lied vom Auf und Ab des Lebenszyklus und Hoffnung handelt. Es gehe nicht darum, nur nach vorne zu schauen, sondern noch weiter, sprich, das ganze Universum zu betrachten:

“It’s a way to say that even if you think you have lived everything, you haven’t lived everything. The universe is so big and you still have so many opportunities and so many things to live. Your job is not finished here. Even if we are dead, we will not have finished what we have to do here.”

„Es ist eine Art zu sagen, dass man auch, wenn man denkt, alles erlebt zu haben, noch nicht alles erlebt hat. Das Universum ist so groß und man hat immer noch so viele Möglichkeiten und so viele Dinge zu erleben. Deine Arbeit ist hier noch nicht beendet. Sogar wenn wir tot sind, haben wir noch nicht beendet, was wir hier zu tun haben.“

Weiterhin gehe es darum, dass die wichtigste und stärkste Person in einem Leben man selbst sei und dass es deshalb wichtig sei, sich selbst zu lieben. Wenn man sich nicht selbst respektiere, schlage sich dies in der Moral nieder.
Der Songtext besteht aus einem klassischen Aufbau mit zwei Strophen, die von einem Refrain getrennt sind, wobei die zweite Strophe kürzer ist. Die dritte Wiederholung des Refrains nach der Bridge wird vom Chor eingeleitet, ehe der Sänger wieder einsetzt.

## Beim Eurovision Song Contest
Die Europäische Rundfunkunion kündigte am 17. November 2020 an, dass die ausgeloste Startreihenfolge für den 2020 abgesagten Eurovision Song Contest beibehalten werde. Die Schweiz trat somit in der zweiten Hälfte des zweiten Halbfinales am 20. Mai 2021 an. Am 30. März wurde die Startreihenfolge des Halbfinales bekanntgegeben, laut der Gjon’s Tears als 16. bzw. vorletzter auftrat. Später wurde bekanntgegeben, dass er im zweiten Halbfinale die meisten Punkte erhalten hatte. Im Finale am 22. Mai 2021 trat Gjon’s Tears als elfter Beitrag auf und belegte mit Tout l’univers insgesamt den dritten Platz mit 432 Punkten. Bei den Juries belegte er sogar den ersten Platz, beim Televoting den siebten.

## Rezeption
Kurz nach der Veröffentlichung von Tout l’univers rückte die Schweiz auf Platz 1 der Wettquoten für den Sieg beim Eurovision Song Contest.
In Spanien entstand ein regelrechter Hype um das Lied, nachdem Tout l’univers als musikalische Untermalung für eine Dokumentation und deren Trailer über die Promi-Tochter Rocío Carrasco genutzt wurde. Aufgrund des großen Interesses an dem Dokumentarfilm stieg auch die Bekanntheit des Liedes. Am 21. März durfte Gjon’s Tears Tout l’univers live bei der Ausstrahlung der Dokumentation beim spanischen Privatsender Telecinco singen.
| ChartsChartplatzierungen     | Höchstplatzierung | Wochen |
| ---------------------------- | ----------------- | ------ |
| Deutschland (GfK)            | 86 (1 Wo.)        | 1      |
| Österreich (Ö3)              | 68 (1 Wo.)        | 1      |
| Schweiz (IFPI)               | 1 (7 Wo.)         | 7      |
| Vereinigtes Königreich (OCC) | 93 (1 Wo.)        | 1      |

## Veröffentlichung und Musikvideo
Titel und Musikvideo wurden am 10. März 2021 vorgestellt. Am selben Tag erschien die Single außerdem als Musikstream.
Der im Video gezeigte Autounfall sei autobiografisch inspiriert. Anfang und Ende des Musikvideos zeigen denselben Ort, um den im Song thematisierten Lebenszyklus darzustellen. Kurz vor der Einreichungsfrist seien 70 Prozent des Videomaterials verloren gegangen, weshalb das ursprüngliche Konzept unter Verwendung der Freeze-Frame-Technik nicht in der finalen Fassung zu sehen ist.